# 卡他唑酯
卡他唑酯（英语：Cartazolate，开发代号：SQ-65,396）是一种吡唑并吡啶类药物。它作为复合物巴比妥结合位点的 GABAA受体正向变构调节剂，对动物具有抗焦虑作用。它还可作为A1和A2亚型的腺苷拮抗剂以及磷酸二酯酶抑制剂。卡他唑酯经过人体临床试验，发现对焦虑症有效，但从未上市。它是由E.R. Squibb and Sons的团队于1970年代开发的。